# Nyakaledonienstorfotshöna

Nya Kaledoniens läge i regionen.

Nyakaledonienstorfotshöna (Megapodius molistructor) är en förhistorisk utdöd fågel i familjen storfotshöns inom ordningen hönsfåglar. Fågeln är känd från subfossila benlämningar som hittats Pindaigrottorna på Nya Kaledonien i Melanesien i sydvästra Stilla havet men även i Tonga.
Nyakaledonienstorfotshönan var med sin vikt på 3,5 kg större och tyngre än alla andra nu levande arter i släktet Megapodius. På Tonga var den dessutom den största marklevande fågelarten. I Tonga tros arten ha dött ut strax efter att Lapitabostättare kom till ön cirka 1500 före vår tideränkning. På Nya Kaledonien kan den ha överlevt långt senare. Naturforskaren William Anderson som deltog på James Cooks andra expedition i Söderhavet beskrev en fågel på Nya Guinea med fjäderlösa ben som mycket väl kan ha rört sig om en storfotshöna.